# 克里佐夫城堡

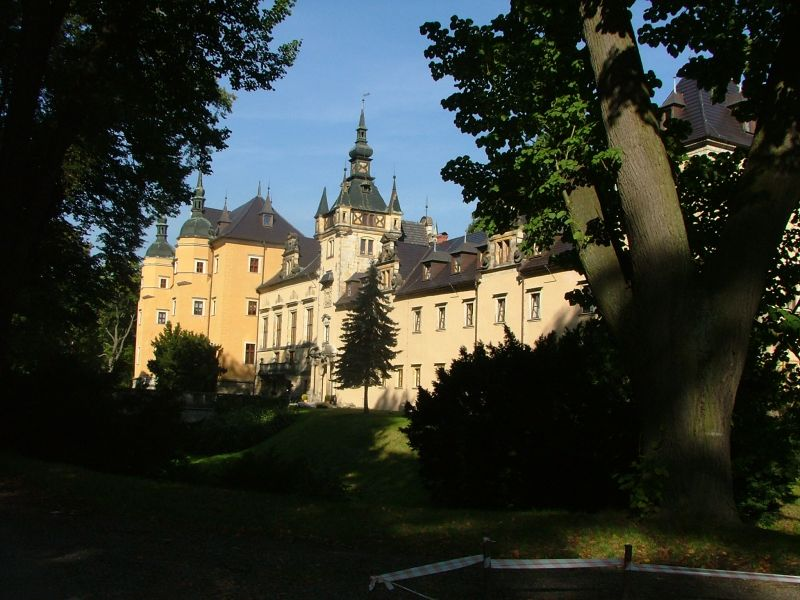
克里佐夫城堡

克里佐夫城堡（Kliczków Castle）是位於波蘭城鎮克里佐夫的一座城堡。城堡的主體建築修建於1585年，是一座文藝復興風格建築。1881年，城堡進行了大規模擴建，並融合了多種不同建築風格。1906年，威廉二世曾經下榻這座城堡。二戰期間該城堡雖然外觀幾乎好發無損，但內部被蘇聯紅軍劫掠。

## 外部連結
- Kliczków Castle
- Material about Kliczków Castle in the collection of Duncker Central and Regional Library Berlin (PDF, 220 kB)

51°20′11″N 15°26′01″E / 51.3364°N 15.4336°E